# Masid
Masid (arab. مسيد; fr. M'Cid)  – jedna z 52 gmin w prowincji Sidi Bu-l-Abbas, w Algierii, znajdująca się w zachodniej części prowincji, około 39 km na zachód od Sidi Bu-l-Abbas. W 2008 roku gminę zamieszkiwało 3499 osób. Numer statystyczny gminy w Office National des Statistiques d'Algérie to 2226.